# Ivan Rakitić
Ivan Rakitić (ur. 10 marca 1988 w Rheinfelden) – chorwacko-szwajcarski piłkarz, który występował na pozycji pomocnika. Wicemistrz Świata 2018. Uczestnik Mistrzostw Europy 2008, 2012, 2016, mistrzostw Świata 2014 i 2018. Zdobywca Ligi Mistrzów UEFA z FC Barceloną w sezonie 2014/2015.

## Kariera klubowa

### FC Basel
Pierwszym piłkarskim klubem młodego pomocnika był mały zespół o nazwie FC Möhlin-Ryburg. W wieku 14 lat trafił do szkółki piłkarskiej FC Basel i rozpoczął treningi w drużynie U-15. Z czasem trafił do wyższych roczników, a w 2005 roku włączono go do kadry pierwszego zespołu. 29 września zadebiutował w jego barwach w wygranym 1:0 meczu Pucharu UEFA z NK Široki Brijeg. Natomiast 15 kwietnia 2006 zaliczył swój pierwszy występ w Swiss Super League – Basel wygrało 5:1 na wyjeździe z Neuchâtel Xamax. Był to wówczas jego jedyny mecz w tamtym sezonie, a drużyna z Bazylei wywalczyła wicemistrzostwo Szwajcarii. W sezonie 2006/2007 Rakitić był już graczem pierwszej jedenastki FCB. Wystąpił w fazie grupowej Pucharu UEFA, a w lidze stał się odkryciem. Zdobył aż 11 goli w 33 meczach stając się tym samym po Mladenie Petriciu najskuteczniejszym graczem zespołu. W lidze po raz drugi wywalczył wicemistrzostwo. Zawodnik posiada także obywatelstwo szwajcarskie. Rodzice Rakiticia pochodzą z Chorwacji. Ivan natomiast urodził się już w Szwajcarii, dokąd państwo Rakiticiowie wyemigrowali w latach 80. Ma dwoje rodzeństwa - młodszą siostrę i brata, który również grał w piłkę nożną, jednakże doznał kontuzji która uniemożliwiała mu dalszą grę. Rakitić ma tatuaż z jego imieniem na prawej ręce.

### FC Schalke 04

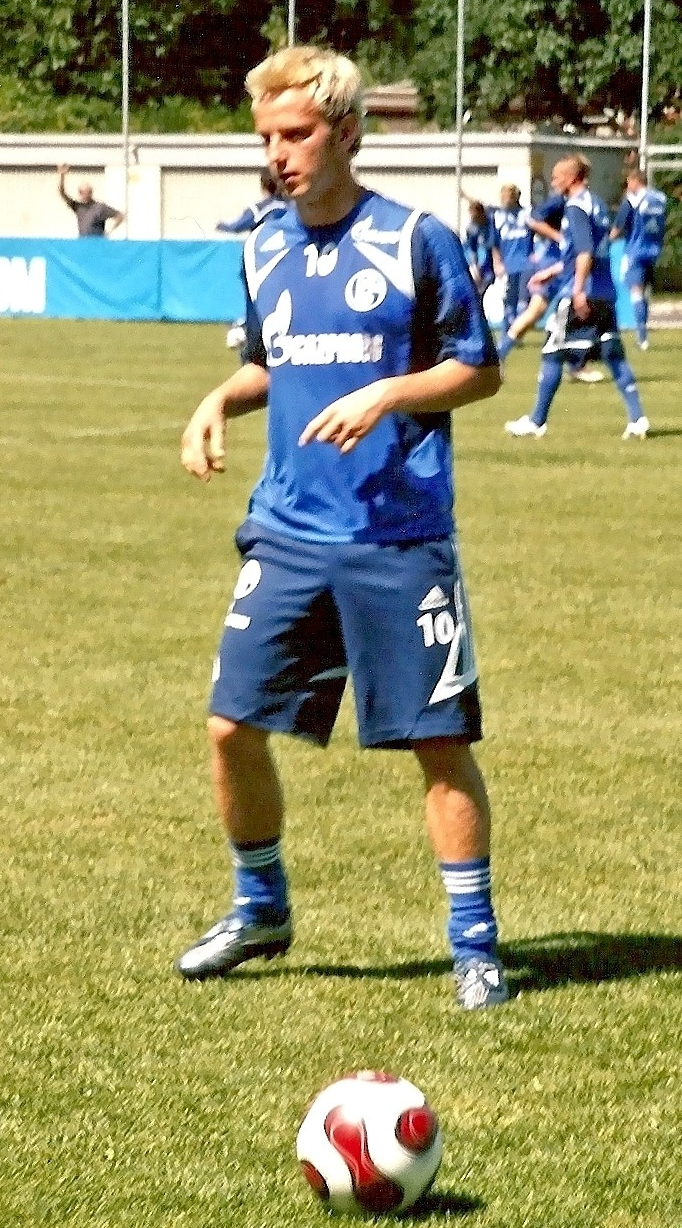
Rakitić w barwach Schalke 04.

22 czerwca 2007 Rakitić podpisał 4-letni kontrakt z wicemistrzem Bundesligi FC Schalke 04. Trener zespołu Mirko Slomka ściągnął go za 5 milionów euro jako następcę Brazylijczyka Lincolna, który odszedł do Galatasaray SK. Sam Rakitić otrzymał po nim koszulkę z numerem 10. Sprawił, że FC Schalke 04 debiutowało 21 lipca 2007 roku w Pucharze Ligi Niemieckiej. Grał w spotkaniu przeciwko Karlsruher SC a także pojawił się w pozostałych dwóch meczach turnieju, przeciwko 1. FC Nürnberg i Bayern Monachium, gdzie FC Schalke 04 wywalczyło drugie miejsce. 5 sierpnia tego samego roku Rakitić strzelił swojego pierwszego gola dla FC Schalke 04 i tym sposobem wygrali z Eintrachtem Trewir w pierwszej rundzie o puchar.
10 sierpnia 2007 Bundesliga otworzyła mecz między obrońcami tytułu mistrzowskiego VfB Stuttgart a FC Schalke 04, wtedy na ostatnie 20 minut Rakitić wszedł na boisko jako rezerwowy i zdobył gola co dało wynik 2:2. 15 września tego samego roku strzelił jedynego gola dla FC Schalke 04 ostatecznie remisując 1:1 pomiędzy Bayern Monachium. Trzy dni później odbył swój pierwszy mecz w Lidze Mistrzów, gdzie FC Schalke 04 pokonało Valencia CF 1:0. Żeby wystąpić w Lidze mistrzów, począł starania wykazując się silną i bardzo imponującą rolą pomocnika, w fazie grupowej FC Schalke 04 przeciwko Chelsea F.C. W drugiej fazie pomógł swojej drużynie dostać się do ćwierćfinałów. Jednakże, musiał opuścić oba ćwierćfinałowe mecze z powodu kontuzji odniesionej na treningu, która uniemożliwiała mu grę na jeden miesiąc. Gdy powrócił do gry, po doznanym urazie w meczu FC Schalke 04 z VfL Bochum strzelił bramkę, mecz zakończył się wygraną 3 - 0, która zapewniła klubowi trzecie miejsce w sezonie. Swoją świetną formę przedstawił również na własnym boisku, w ostatnim meczu sezonu asystując Mladenowi Krstajiciowi, co było jedyną bramką meczu.
Ukończył swój pierwszy sezon Bundesligi z 3 golami, 10 asystami i 29 występami.

### Pierwszy pobyt w Sevilli FC
28 stycznia 2011 Ivan Rakitić podpisał 4,5-letni kontrakt z hiszpańską Sevillą. Kosztował 2,5 miliona euro.

### FC Barcelona
16 czerwca 2014 Rakitić trafił do FC Barcelony, z którą podpisał pięcioletni kontrakt. Już w pierwszym sezonie w nowym klubie Ivan stał się kluczowym zawodnikiem dla trenera Luisa Enrique. Drużyna zdobyła wtedy tryplet, a sam zawodnik zdobył gola wrozgrywanym w Berlinie finale Ligi Mistrzów przeciwko Juventusowi. W sezonie 2015/16 Rakitić zdobył z Barçą Superpuchar Europy, Klubowe Mistrzostwo Świata, Puchar Króla oraz został mistrzem Hiszpanii. Następnie, w sezonie 2016/17, drużyna Ivana wygrała Superpuchar Hiszpanii oraz Puchar Króla. W sezonie 2017/18 Ivan zdobył wraz z klubem mistrzostwo Hiszpanii oraz Puchar Króla. W sezonie 2018/19 zwyciężył w Superpucharze Hiszpanii oraz ponownie został mistrzem kraju. Ostatecznie w barwach Barcelony w 310 występach we wszystkich rozgrywkach zaliczył 36 goli i 36 asyst.

### Koniec kariery
Po nieudanym sezonie 2019/20, na kształt którego wpłynęła pandemia koronawirusa, Chorwacki pomocnik opuścił Dumę Katalonii i powrócił do Sevilli FC. W klubie spędził 3,5 roku, po czym przeniósł się do Asz-Szabab Rijad, w którego zawodnikiem był przez pół sezonu. Ostatni sezon spędził w Hajduku Split, po czym 3 lipca 2025 roku ogłosił zakończenie kariery.

## Kariera reprezentacyjna
Początkowo Rakitić występował w młodzieżowych reprezentacjach Szwajcarii w kategoriach U-17 i U-19, ale z czasem zgłosił akces do pierwszej reprezentacji Chorwacji prowadzonej przez Slavena Bilicia i znalazł się w kręgu zainteresowań selekcjonera. W drużynie Chorwacji debiutował 8 września 2007 roku podczas kwalifikacji do Euro 2008, gdzie zyskał sympatię fanów.
W maju 2008 został tymczasowo dodany do składu drużyny na Euro 2008, gdzie był drugim najmłodszym zawodnikiem. Na mistrzostwach Europy pierwszy raz mogliśmy go oglądać w wygranym 2-1 meczu, przeciwko Niemcom, kiedy to zaliczył asystę przy golu Ivicy Olicia. W ćwierćfinałach odgrywał dużą rolę w meczu z Turcją, gdzie doszło do rzutów karnych, w których Rakitić spudłował, co przyczyniło się do zwycięstwa Turcji.
W 2016 w trakcie mistrzostw Europy strzelił bramkę w meczu przeciw reprezentacji Czech, a na Mistrzostwach Świata 2018 strzelił jedynego gola w drugim meczu fazy grupowej przeciwko reprezentacji Argentyny na 3:0.

## Statystyki

### Klubowe
Stan na 30 marca 2024
| Klub          | Sezon      | Liga  | Liga | Puchar kraju | Puchar kraju | Puchar ligi | Puchar ligi | Europa | Europa | Inne  | Inne | Razem | Razem |
| Klub          | Sezon      | Mecze | Gole | Mecze        | Gole         | Mecze       | Gole        | Mecze  | Gole   | Mecze | Gole | Mecze | Gole  |
| ------------- | ---------- | ----- | ---- | ------------ | ------------ | ----------- | ----------- | ------ | ------ | ----- | ---- | ----- | ----- |
| FC Basel      | 2005/06    | 1     | 0    | 1            | 0            | —           | —           | 1      | 0      | —     | —    | 3     | 0     |
| FC Basel      | 2006/07    | 34    | 11   | 5            | 0            | —           | —           | 5      | 0      | —     | —    | 46    | 11    |
| FC Basel      | Razem      | 35    | 11   | 12           | 0            | -           | -           | 6      | 0      | 0     | 0    | 46    | 11    |
| FC Schalke 04 | 2007/08    | 29    | 3    | 3            | 1            | 3           | 0           | 7      | 0      | —     | —    | 42    | 4     |
| FC Schalke 04 | 2008/09    | 23    | 1    | 4            | 1            | —           | —           | 7      | 1      | —     | —    | 34    | 3     |
| FC Schalke 04 | 2009/10    | 29    | 7    | 4            | 0            | —           | —           | —      | —      | —     | —    | 33    | 7     |
| FC Schalke 04 | 2010/11    | 16    | 1    | 4            | 1            | —           | —           | 5      | 0      | 1     | 0    | 26    | 2     |
| FC Schalke 04 | Razem      | 97    | 12   | 15           | 3            | 3           | 0           | 19     | 1      | 1     | 0    | 135   | 16    |
| Sevilla FC    | 2010/11    | 13    | 5    | 1            | 0            | —           | —           | 2      | 0      | —     | —    | 16    | 5     |
| Sevilla FC    | 2011/12    | 36    | 0    | 3            | 1            | —           | —           | —      | —      | —     | —    | 39    | 1     |
| Sevilla FC    | 2012/13    | 34    | 8    | 8            | 3            | —           | —           | —      | —      | —     | —    | 42    | 11    |
| Sevilla FC    | 2013/14    | 34    | 12   | 0            | 0            | —           | —           | 18     | 3      | —     | —    | 52    | 15    |
| Sevilla FC    | Razem      | 117   | 25   | 12           | 4            | 0           | 0           | 20     | 3      | 0     | 0    | 149   | 32    |
| FC Barcelona  | 2014/15    | 32    | 5    | 7            | 1            | —           | —           | 12     | 2      | —     | —    | 51    | 8     |
| FC Barcelona  | 2015/16    | 36    | 7    | 6            | 0            | —           | —           | 10     | 2      | 5     | 0    | 57    | 9     |
| FC Barcelona  | 2016/17    | 32    | 8    | 8            | 1            | —           | —           | 9      | 0      | 2     | 0    | 50    | 9     |
| FC Barcelona  | 2017/18    | 35    | 1    | 7            | 2            | —           | —           | 10     | 1      | 2     | 0    | 55    | 4     |
| FC Barcelona  | 2018/19    | 34    | 3    | 7            | 1            | —           | —           | 12     | 1      | 1     | 0    | 54    | 5     |
| FC Barcelona  | 2019/20    | 31    | 1    | 3            | 0            | —           | —           | 7      | 0      | 1     | 0    | 42    | 1     |
| FC Barcelona  | Razem      | 200   | 25   | 39           | 5            | 0           | 0           | 60     | 6      | 11    | 0    | 310   | 36    |
| Sevilla FC    | 2020/21    | 37    | 4    | 4            | 2            | —           | —           | 8      | 2      | 1     | 0    | 50    | 8     |
| Sevilla FC    | 2021/22    | 35    | 4    | 3            | 0            | —           | —           | 8      | 3      | —     | —    | 46    | 7     |
| Sevilla FC    | 2022/23    | 31    | 1    | 5            | 1            | —           | —           | 15     | 0      | —     | —    | 51    | 2     |
| Sevilla FC    | 2023/24    | 18    | 2    | 2            | 0            | —           | —           | 6      | 0      | 1     | 0    | 27    | 2     |
| Sevilla FC    | Razem      | 121   | 11   | 14           | 3            | 0           | 0           | 37     | 5      | 2     | 0    | 174   | 19    |
| Al-Shabab     | 2023/24    | 5     | 1    | —            | —            | —           | —           | —      | —      | —     | —    | 5     | 1     |
| W karierze    | W karierze | 595   | 94   | 84           | 15           | 3           | 0           | 146    | 15     | 17    | 0    | 845   | 124   |

### Reprezentacyjne
| Reprezentacja | Rok     | Mecze | Bramki |
| ------------- | ------- | ----- | ------ |
| Chorwacja     | 2007    | 5     | 1      |
| Chorwacja     | 2008    | 11    | 4      |
| Chorwacja     | 2009    | 8     | 2      |
| Chorwacja     | 2010    | 8     | 1      |
| Chorwacja     | 2011    | 6     | 0      |
| Chorwacja     | 2012    | 10    | 1      |
| Chorwacja     | 2013    | 11    | 0      |
| Chorwacja     | 2014    | 10    | 0      |
| Chorwacja     | 2015    | 6     | 1      |
| Chorwacja     | 2016    | 7     | 3      |
| Chorwacja     | 2017    | 6     | 0      |
| Chorwacja     | 2018    | 14    | 2      |
| Chorwacja     | 2019    | 4     | 0      |
| Ogólnie       | Ogólnie | 106   | 15     |

## Sukcesy

### FC Basel
- Puchar Szwajcarii: 2006/2007

### Sevilla
- Liga Europy UEFA: 2013/2014, 2022/2023

### FC Barcelona
- Mistrzostwo Hiszpanii: 2014/2015, 2015/2016, 2017/2018, 2018/2019
- Puchar Króla: 2014/2015, 2015/2016, 2016/2017, 2017/2018
- Superpuchar Hiszpanii: 2016, 2018
- Liga Mistrzów UEFA: 2014/2015
- Superpuchar Europy UEFA: 2015
- Klubowe mistrzostwo świata: 2015

### Reprezentacyjne
- Wicemistrzostwo Świata: 2018

### Wyróżnienia
- Młody gracz roku Swiss Super League: 2006/2007
- Gol sezonu Swiss Super League: 2006/2007
- Nagroda Fair Play Primera División: 2013/2014
- Gracz finału Ligi Europy: 2013/2014
- Drużyna sezonu Ligi Europy: 2013/2014
- Drużyna sezonu Ligi Mistrzów: 2014/2015
- Drużyna sezonu Primera División: 2013/2014, 2014/2015
- Piłkarz roku w Chorwacji: 2015
- Sportowiec roku w Chorwacji: 2015

## Odznaczenia
- Order Księcia Branimira (2018)[11]